# 세상 끝의 집 카르투시오 봉쇄수도원
《세상 끝의 집 - 카르투시오 봉쇄수도원》은 대한민국 KBS 1TV에서 목요일 밤 10시에 방송되는 다큐 인사이트 시간에 방송된 3부작 다큐멘터리 텔레비전 프로그램이다. 외부세계와 철저히 단절된 채 온종일 모든 시간은 기도와 노동, 그리고 신의 신비를 헤아리는데 집중하는 봉쇄수도사들의 이야기를 담고 있다. 방송에서는 아시아 유일의 카르투시오 수도원인 경북 상주의 모동 수도원을 카메라에 담았다.

## 제작진
- 책임프로듀서: 이제헌
- 프로듀서: 류송희
- 연출: 김동일
- 촬영: 신광연, 최헌민, 신동호
- 작가: 박정미

## 같이 보기
- 차마고도
- 울지마 톤즈
- 그 사람 그 사랑 그 세상
- 죽음보다 강한 사랑 손양원
- 일사각오
- 땐뽀걸즈